# Kémo

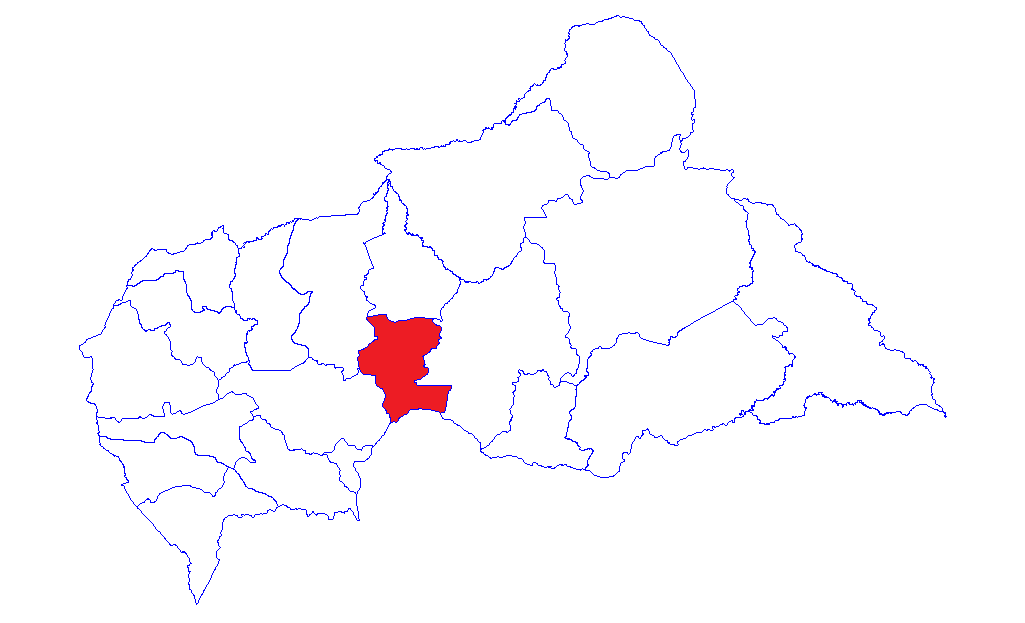
Localização de Kémo

Kémo é uma das 20 prefeituras da República Centro-Africana, tendo Sibut como capital. A região abrange uma área de 17 204 km² e, de acordo com o último censo realizado em 2003, sua população era de 118 420 habitantes. Em 2024, estimativas oficiais apontam que a população chegou a 197 538 pessoas.